# Bataille de Plaisance (456)
Pour les articles homonymes, voir Bataille de Plaisance.
La bataille de Plaisance est une bataille survenue en octobre 456 près de la ville de Plaisance entre l’armée romaine dirigée par l’empereur Avitus et les rebelles dirigés par Ricimer et Majorien.

## Causes
L’issue de la guerre menée en 456 par les Romains contre les Vandales avait été décevante. Ceux-ci avaient bloqué Rome avec leur flotte, entrainant la famine de la capitale qui dépendait de l’Afrique pour son alimentation en grains. L’empereur Avitus dut faire face au mécontentement des habitants de Rome. Ayant, en outre, également éprouvé des problèmes avec son armée, parce que ne disposant pas des ressources de trésorerie suffisantes, il décida de faire fondre le bronze des temples pour payer leur solde. Les mesures employées par Avitus, qui n’avait été jamais populaire auprès du peuple, ne réussirent pas mieux que lui. Ricimer et Majorien, tous deux généraux dans l’armée romaine, surent utiliser ce mécontentement pour encourager la révolte.

## La bataille
Avitus s’enfuit pour Arles et essaya de mettre dès que possible une nouvelle armée sur pied. Il ne pouvait pas compter sur l’aide des Wisigoths, parce que Théodoric II menait à cette époque une campagne contre les Suèves en Espagne. Après avoir fait reposer au mieux son armée, Avitus retourna en Italie.
L’armée des insurgés était nettement plus forte que celle d’Avitus, qui fut vaincu et fait prisonnier par les insurgés à Plaisance.

## Conséquences
Épargné, il fut fait évêque de Plaisance le 17 ou 18 octobre 456. Craignant néanmoins pour sa vie, il s’enfuit vers la Gaule et mourut en cours de route. Le 1er avril 457, Majorien devint le nouvel empereur avec l’aide de Ricimer.

## Sources
- (fy) Cet article est partiellement ou en totalité issu de l’article de Wikipédia en frison occidental intitulé « Slach by Piasenza (456) » (voir la liste des auteurs).